# Franské Švýcarsko

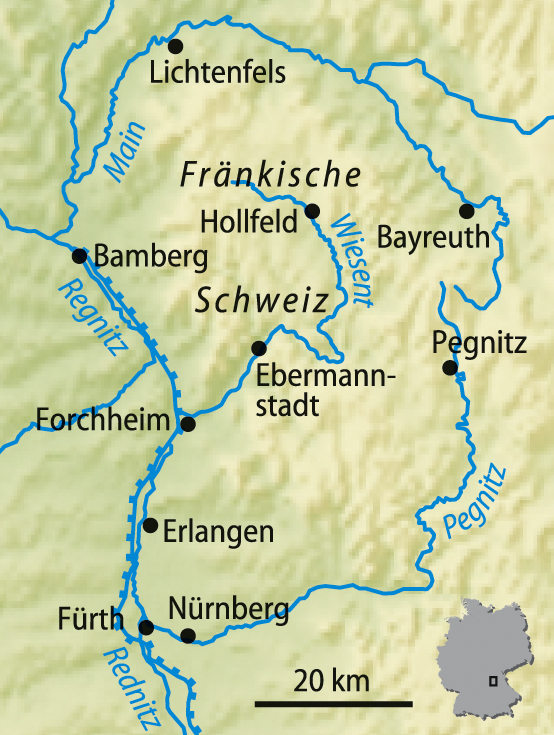
Franské Švýcarsko

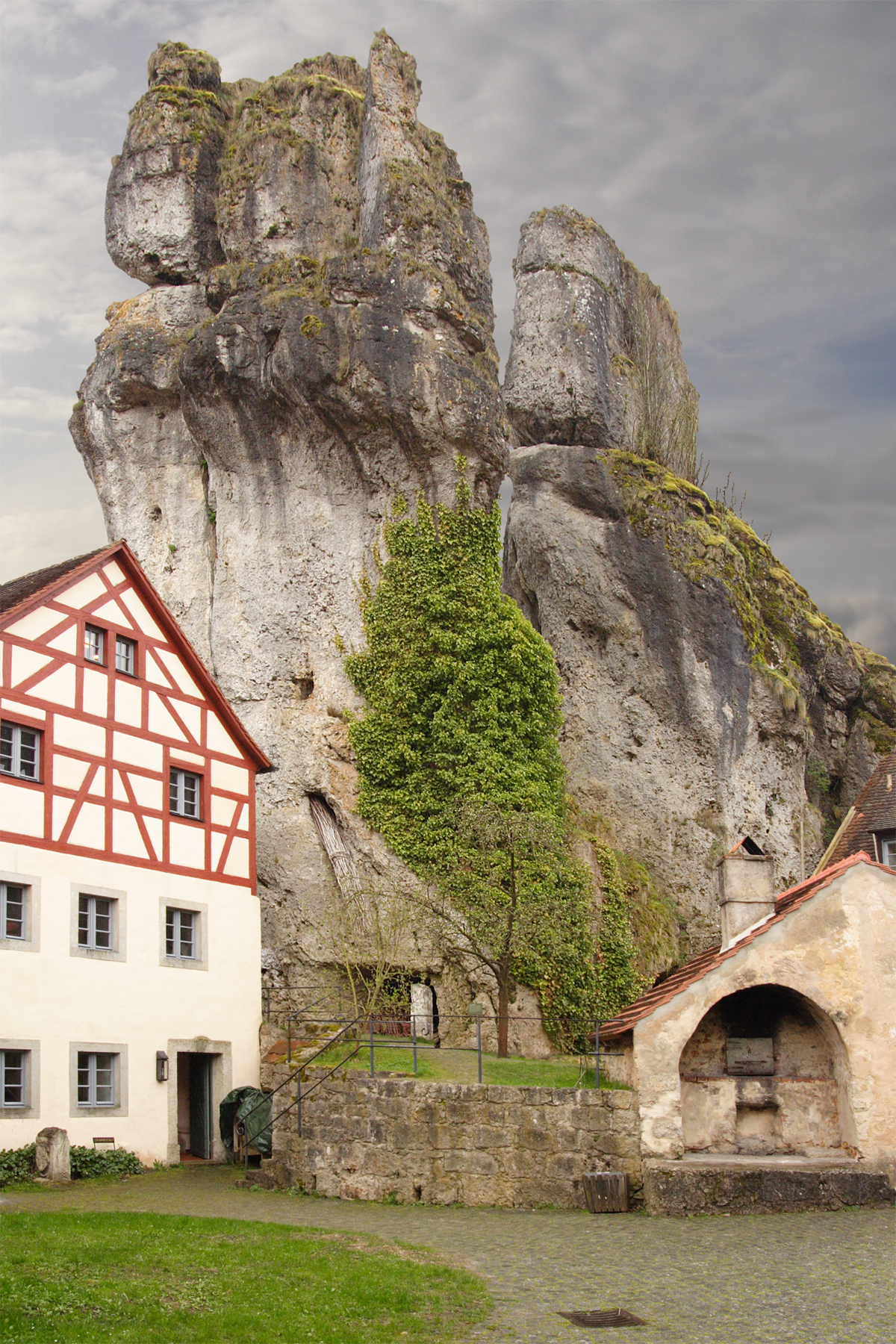
Skály v Tüchersfeldu

Franské Švýcarsko, nebo také Francké Švýcarsko, německy Fränkische Schweiz, je krasová vrchovina a populární turistický region v Horních Francích v Bavorsku. Rozkládá se v trojúhelníku mezi řekami Pegnitz na východě, Regnitz na západě a řekou Mohan na severu. Krajina, dosahující výšky až 600 metrů nad mořem, leží v severní části pohoří Franská Alba. Území je chráněno jako součást Přírodního parku Franské Švýcarsko - Veldensteinský les.

## Jméno
Jméno Franské Švýcarsko bylo vytvořeno romantickými umělci a básníky v 19. století, kteří přirovnávali zdejší krajinu ke Švýcarsku. Regionu se dříve říkalo Muggendorfské hory podle obce Muggendorf, která se nachází v jeho středu.
První turisté přijížděli v době romantismu. Název Švýcarsko se v 19. století dával obecně krajinám, ve kterých se vyskytovaly hory, údolí a výrazné skalní útvary. Příkladem mohou být České Švýcarsko, Saské Švýcarsko a další oblasti.

## Turistika

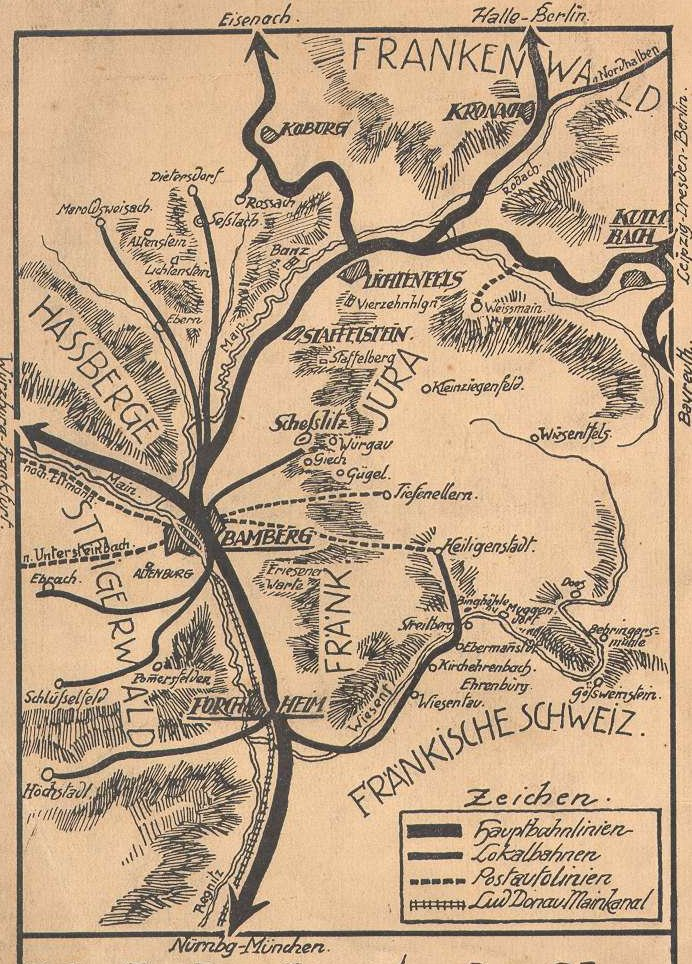
Cestovní mapa z roku 1912

Franské Švýcarsko je jeden z nejstarších turistických regionů v Německu. První turisté sem přijížděli již počátkem 19. století. Největší atrakcí bylo a stále je velké množství přístupných jeskyní.
V oblasti je možné provádět mnoho sportovních a turistických aktivit. Kromě bezpočtu značených turistických tras je tato oblast populární pro možnosti skalního lezení a kanoistiky.
Franské Švýcarsko je také známé vysokou hustotou tradičních pivovarů.

### Hory
Nejvýznamnějším vrcholem v oblasti je hora známá pod jménem "Walberla", bezlesá stolová hora východně od Forchheimu. Oficiální název hory je Ehrenbürg. Hora má dva vrcholy, jižní Rodenstein vysoký 532 metrů a severní vrchol Walberla, který je vysoký 512 metrů. V mělkém sedle blízko severního vrcholu stojí malá Walburdina kaple, její existence byla poprvé zmíněna již v dokumentu z roku 1360. Kaple dala hoře jméno a navíc sem každý rok na svátek Svaté Walburgy (30. dubna) přiláká na pouť tisíce lidí.
Další populární hory jsou:
- Leienfels (blízko Pottensteinu, zřícenina hradu), 590 metrů
- Kleiner Kulm (blízko města Pegnitz, nejvyšší bod regionu, rozhledna), 625 metrů
- Hohenmirsberger Plateau (blízko Pottensteinu, rozhledna), 614 metrů

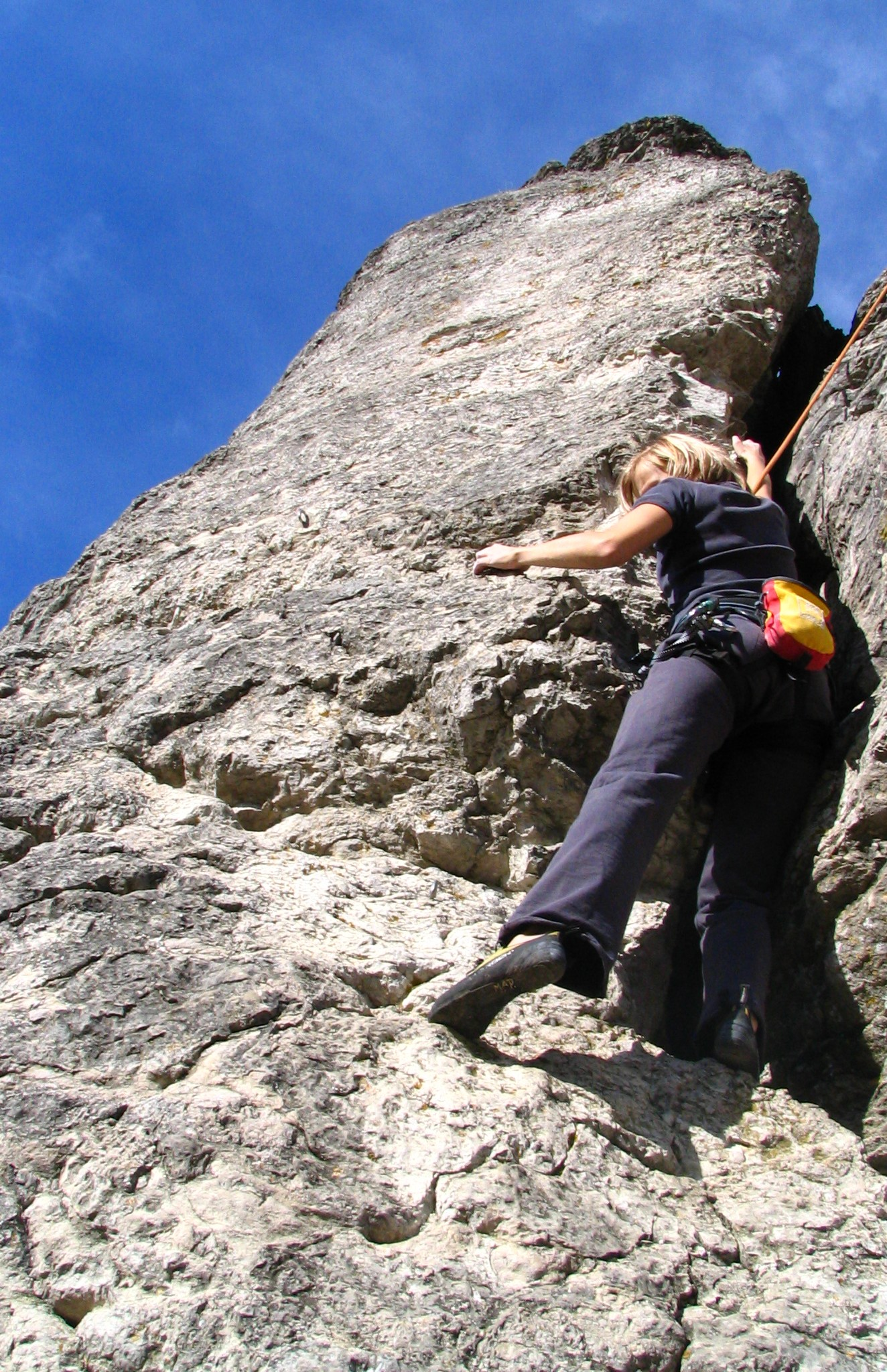
Skalní lezení ve stěně Eulenwand blízko Tiefenellernu

Franské Švýcarsko je významnou oblastí skalního lezení. Se svými 6500 cestami jde o jednu z nejlépe rozvinutých lezeckých oblastí na světě.

### Jeskyně

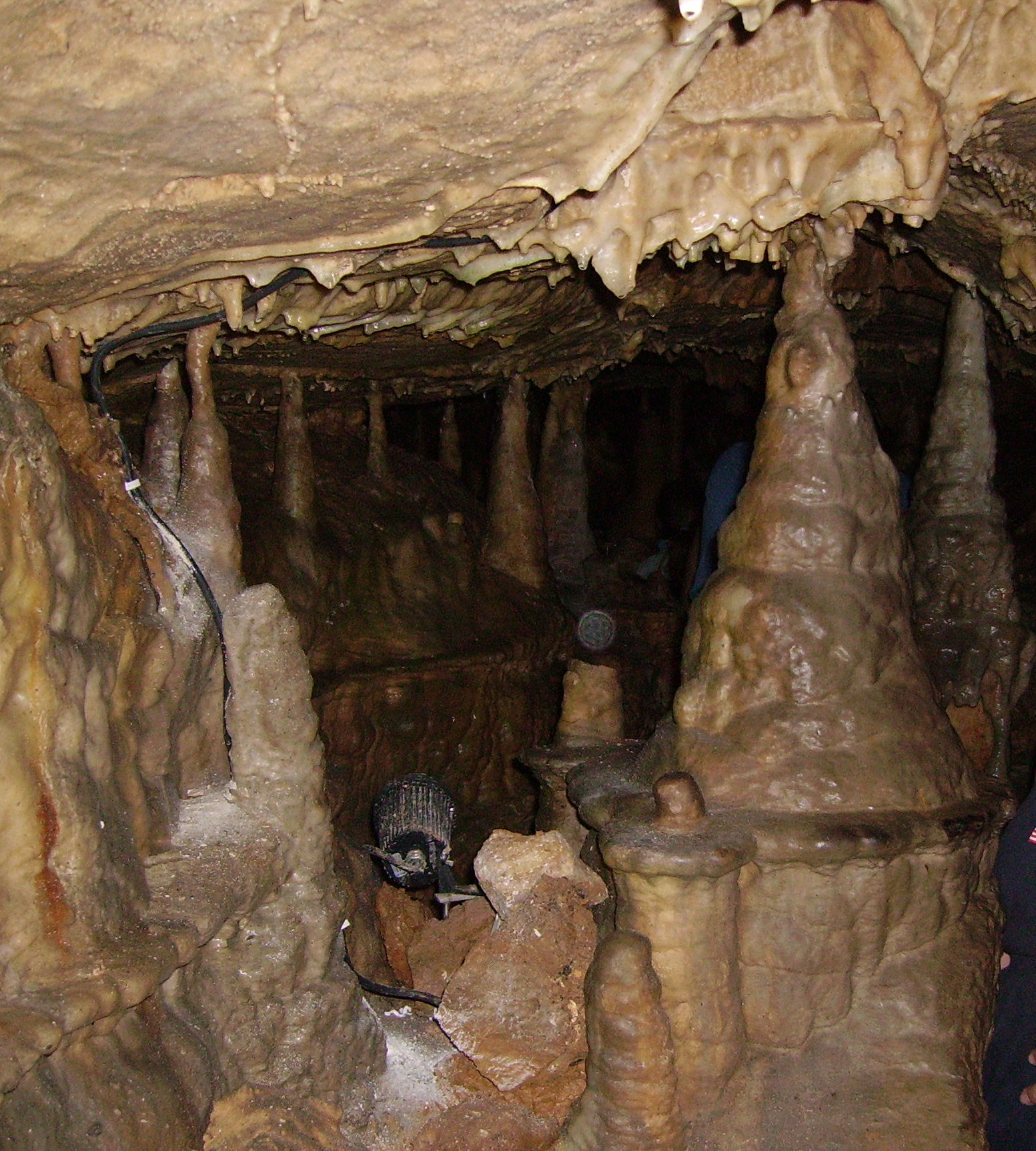
Stalagmity v jeskyni Binghöhle

Ve Franském Švýcarsku je více než 1000 jeskyní , z nichž nejznámější je zpřístupněná Čertova jeskyně blízko Pottensteinu. Území je typickou krasovou oblastí.
Zpřístupněné jeskyně:
- Bingova jeskyně (Binghöhle) u Streitbergu
- Čertova jeskyně (Teufelshöhle) u Pottensteinu
- Sofiina jeskyně (Sophienhöhle) v údolí Ailsbachtal

Volně přístupné jeskyně:
- Esperhöhle (blízko Gössweinsteinu)
- Hasenlochhöhle (blízko Pottensteinu)
- Klauskirche (blízko Betzensteinu)
- Ludwigshöhle (jeskynní troska v údolí Ailsbachtal)
- Neideckgrotte (u hradu Neideck)
- Oswaldhöhle (blízko Muggendorfu)
- Quackenschloss (jeskynní troska blízko Engelhardsbergu)
- Riesenburg (jeskynní troska u Doosu)
- Rosenmüllershöhle (blízko Muggendorfu)

### Vodní toky
Franské Švýcarsko je převážně odvodňováno řekou Wiesent a okrajově také řekami Pegnitz, Regnitz a Mohan. Řeka Wiesent a její přítoky jsou velmi čisté toky s hojnou přirozenou populací pstruhových ryb. Řeka je velmi oblíbená mezi vodáky, splouvání řeky je však poměrně přísně regulováno.

### Hrady a zámky

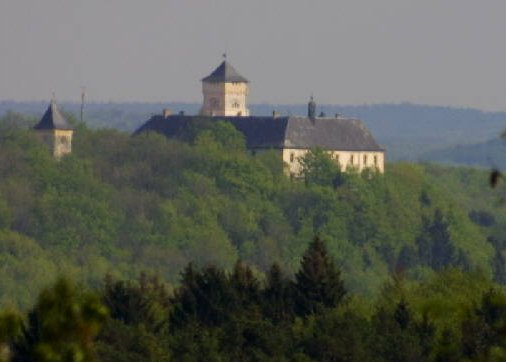
Zámek Greifenstein

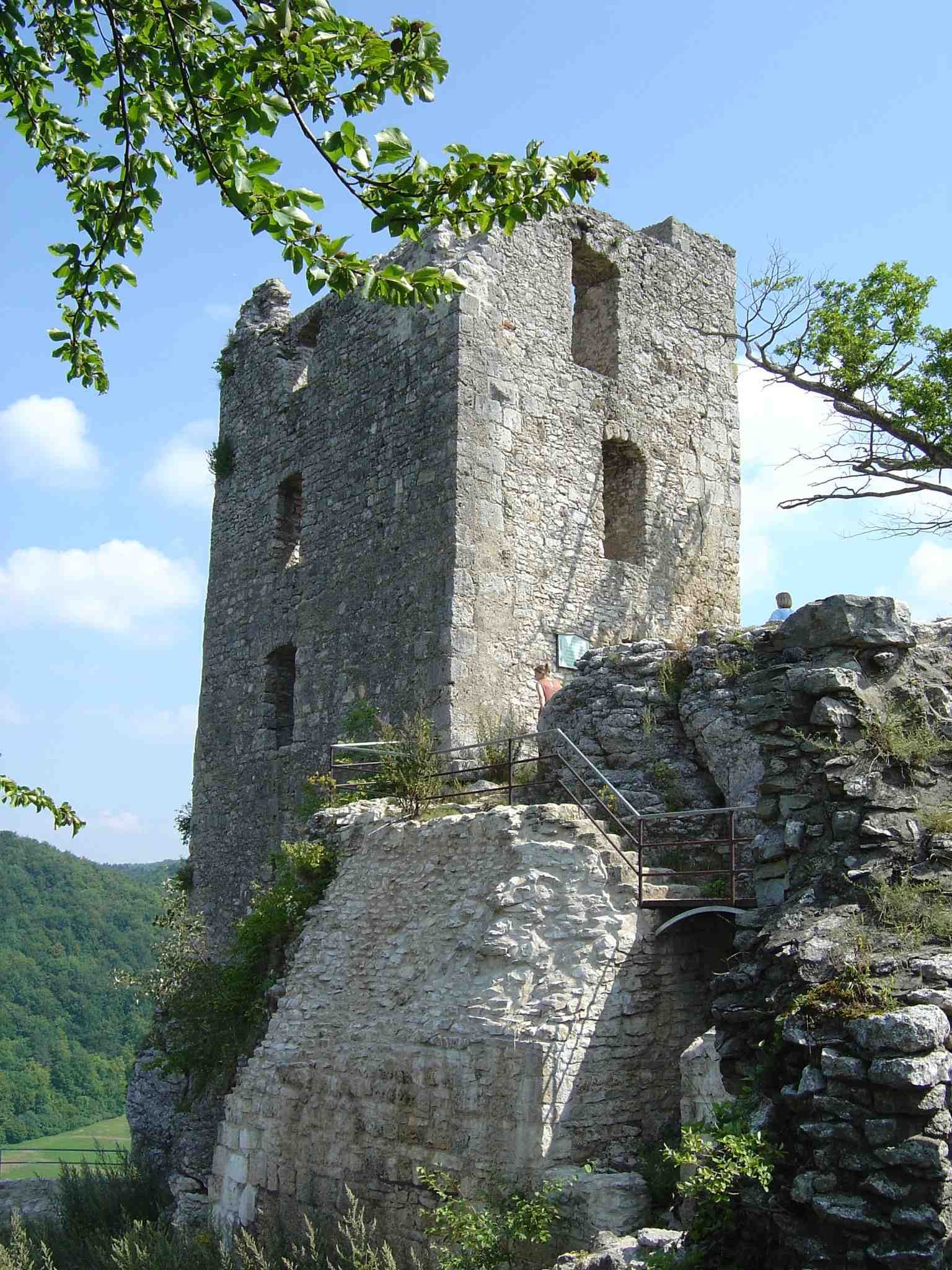
Zříceniny hradu Neideck

Franské Švýcarsko patří k územím s největší hustotou středověkých hradů a hradních zřícenin v Německu, je jich zde zhruba 200. Oblast se nachází podél tak zvané cesty hradů (Burgenstraße), která spojuje více než 70 středověkých hradů, zámků a pevností mezi Mannheimem a Prahou.
Na území Franského Švýcarska je možné navštívit tyto objekty:
- Zříceniny hradu Wolfsberg
- Zříceniny hradu Neideck
- Zříceniny hradu Neidenstein
- Zříceniny hradu Streitburg
- Hrad Gössweinstein
- Hrad Egloffstein
- Zámek Greifenstein, (sídlo rodiny Stauffenberků).
- Hrad Rabenstein
- Hrad Rabeneck
- Hrad Pottenstein
- Hrad Waischenfeld
- Zříceniny hradu Bärnfels
- Zříceniny hradu Leienfels
- Zříceniny hradu Stierberg
- Zříceniny hradu Wildenfels